# Philotes
Philotes (altgriechisch Φιλότης Philótēs) ist eine Göttin der griechischen Mythologie. Ihr entspricht in der römischen Mythologie Amicitia (Freundschaft).
Nach Hesiods Theogonie ist sie die Tochter der Nyx und damit die Schwester von negativ aufgefassten Personifikationen wie Geras (Alter), Thanatos (Tod), Eris (Zwietracht), Apate (Falschheit), Styx (Hass) oder Nemesis (Rache). Bei Hyginus Mythographus wird Amicitia als Tochter der Nox und des Erebus genannt, Cicero nennt anstelle der Amicitia die Göttin der Anmut Gratia als Tochter der Nox und des Erebus.
Philotes wird einerseits als Personifikation der freundschaftlichen Liebe Philia aufgefasst, was ihrer Übertragung in die römische Mythologie entspricht, andererseits wird eine Ableitung vom altgriechischen Wort φηλήτης phēlḗtēs, deutsch ‚der Betrüger‘ vorgeschlagen, was nach Otto Höfer besser zur Bedeutung ihrer Geschwister passt.